# Río Sarasvati
El río Sárasuati es uno de los principales ríos nombrados en el antiquísimo texto Rig-veda (de fines del II milenio a. C. o principios del I milenio a. C.) y en otros textos hinduistas.
- sarasvatī nadī, en el sistema AITS de transliteración del idioma sánscrito.
- सरस्वती नदी, en escritura devanagari del sánscrito.

Actualmente no se conoce su ubicación.

## El Sárasuati en los textos hinduistas
El himno «Nadi stuti» (alabanza al río) en el Rig-veda (10.75) menciona que el Sárasuati corre entre el río Iamuna (al este) y el Sutlej (al oeste). En los textos se lo considera un poderoso río con propiedades purificantes.
Textos védicos posteriores, como el Tandia bráhmana y el Yaiminíia bráhmana, y también el Majábharata mencionan que el río Sárasuati se secó en un desierto.
Originalmente, la diosa Sárasuati era una mera personificación de este río, pero más tarde desarrolló una identidad y significado diferentes, como la diosa del estudio.

## En el «Rig-veda»
El río Sárasuati se menciona 72 veces en el Rig-veda, y aparece en todos los libros excepto en el cuarto.
Se menciona tanto como el río principal entre los Sapta Sindhu (los ‘siete ríos’ principales) y se presenta en una lista geográfica de diez ríos en el Nadistuti sukta de los textos más modernos del Rig-veda, y es el único río que tiene himnos dedicados enteramente a él: 6.61, 7.95 y 7.96.

## ¿Qué río actual era el Sárasuati?

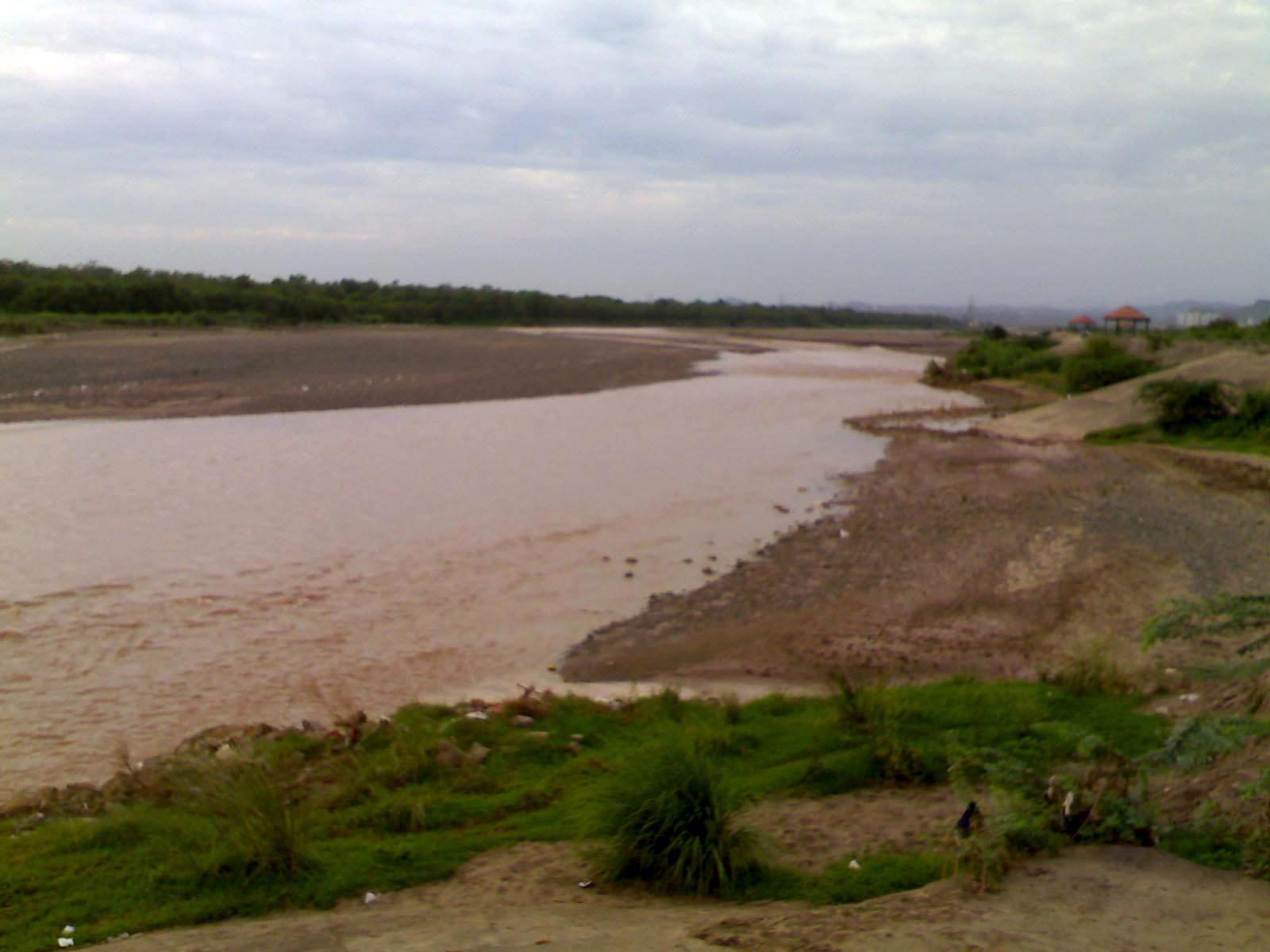
El río Ghaggar fluye a través de Panchkula, Haryana, India.

### El río tumama indo
Tanto trabajos de campo tanto del siglo XIX como del siglo XX (Marc Aurel Stein) y las actuales imágenes satelitales sugieren que el río Ghaggar-Hakra en un pasado indeterminado tuvo como tributarios a los ríos Sutlej y Iamuna.
Los cambios geológicos llevaron al río Sutlej hacia el río Indo y al Iamuna hacia el Ganges.
Entonces lo que antes era un gran río (el Rann de Kach) es probablemente los remanentes del delta del Sárasuati, que no tenía suficiente agua para alcanzar el océano y se secaba en el desierto de Thar.
Un geólogo —basándose en las dataciones más antiguas del Rig-veda— estima que este cambio ocurrió entre el 5000 y el 3000 a. C.
Esta fecha sería antes del periodo de la cultura del valle del Indo, con centro en la ciudad de Jarapa (en la actual Pakistán).
A veces se propone que el río Sárasuati del primitivo Rig-veda corresponde al río Ghaggar-Hakra antes de que tuvieran lugar estos cambios geológicos.
Y el río Sárasuati de la época védica (que ahora ya desaparecía en el desierto) sería el Ghaggar-Hakra luego de la desviación de los ríos Sutlej y Iamuna.
La identificación del río védico Sárasuati con el río Ghaggar-Hakra ya había sido aceptada por Max Müller, por Christian Lassen y por Marc Aurel Stein.
La identidad del río seco Ghaggar-Hakra con el Sárasuati es bastante aceptada.
El sabio Kardama, causante de la sequía
Según el libro Bhágavata-purana (siglo XI d. C.), Kardama realizó tapas (austeridad) durante diez mil años.
Algunos siglos después del secamiento del río Sárasuati, esta desaparición se le atribuía al calor generado por el sacrificio de Kardama.
Los paleocanales en el ancho lecho del río Ghaggar sugieren que el río fluyó alguna vez lleno de agua durante el derretimiento de los grandes glaciares del Himalaya a fines de la última Edad de Hielo, hace unos 10 000 años, y que luego corría irrigando toda la región, en el cauce actualmente seco del río Hakra, para desembocar posiblemente en el Rann de Kutch.
Se supone que el Sarasuati se secó debido a que sus dos afluentes principales fueron capturados por el sistema del Indo y del Iamuna. Más tarde, además, se puede haber secado debido a la deforestación y el sobrepastoreo, que ayudó a erosionar los suelos. Algunos autores creen que este proceso puede haber ocurrido hacia el año 1900 a. C.
Se han encontrado sitios arqueológicos de la cultura de la cerámica gris pintada (hacia el 1000 a. C.) en el lecho y no en las orillas del río Ghaggar-Hakra, lo que sugiere que ese río se había secado antes de este período.
La mejor teoría respecto a este río Sárasuatī sostiene que estaba formado por el actual río Iamuna.
En la antigüedad, este río corría hacia el oeste (en vez de hacia el este) después de abandonar la precordillera himalaya, en Paonta Saheb.
Luego el río se curvaba hacia el sudoeste en la región de Panyab y Haryana a lo largo del curso del actual río Ghaggar-Hakra, en un lecho más o menos paralelo, al este del río Indo.
El río Sutlej corría más al este que en la actualidad, y se unía al Sárasuatī en algún punto cerca de Bahawalpur.
Finalmente, el ancho río desembocaba en el rann de Katch, que en esa época era una parte más integral del Mar Arábigo.
Junto al curso de ese antiguo y desaparecido río Sárasuatī, se desarrolló la Cultura del Valle del Indo (2500-1700 a. C.
Los ejemplos más antiguos de escritura (no sánscrita aún) en todo el continente índico se han encontrado en las ruinas de esas ciudades, que se alinearían en lo que fue el curso del río.
Algunos opinan que la diosa Sárasuatī obtuvo su rol como la personificación de la comunicación y la dadora de conocimiento debido al rol del río Sárasuatī en el desarrollo del lenguaje escrito en esta zona de la antigua India.
Entre el 2000 y el 1700 a. C., actividad sísmica causó que las aguas de las dos fuentes principales de los ríos cambiaran de curso.
El río Sutlej empezó a correr hacia el oeste y se convirtió en tributario del río Indo.
Las aguas del río Yamunā empezaron a correr hacia el este y se volvieron tributarias del Gangā (Ganges).
El río Sárasuatī se secó, y todo su valle se convirtió en el desierto Thar.
Las poblaciones de la cultura del valle del Indo migraron hacia el sureste, hasta el valle del río Ganges.

### Río Helmand
Sin embargo otra postura alternativa identifica el antiguo río rigvédico Sárasuati con el río Helmand (en Afganistán), separado de la cuenca del río Indo por los montes Sanglakh. Las críticas contra la identificación del río Helmand con el Sárasuati generalmente apuntan a que el Helmand fluye hasta unos pantanos en la llanura irania (las tierras bajas y el sistema de lagos del Hamun-i-Helmand), que no es coherente con la descripción rigvédica de un samudra (‘océano’).

### El río Haraquaiti
Algunos estudiosos identifican al río Sárasuatī con el río Haraquaiti (en Afganistán).

## Desaparición del río
Textos posteriores[cita requerida] dicen que el río desaparecía en la arena en Vinashana (literalmente ‘pérdida, desaparición’).
Actualmente Vinashana es un distrito unos 100 km al noroeste de Nueva Delhi, cercano a la zona donde se libró la mítica batalla de Kurukshetra.
Al lado de la carretera principal hacia Vinashana (llamada GT road) hay un arroyo; una señal vial indica que podría tratarse del alguna vez inmenso río Sárasuatī.
Recientemente, mediante el uso de imágenes satelitales, algunos arqueólogos[cita requerida] creen haber encontrado el lecho seco de un río cerca de esta zona.

## Ríos Sárasuati de la actualidad
En la India hay otros ríos llamados Sárasuatī:
- un río Sárasuati corre actualmente desde el extremo occidental de los montes Aravalli hasta el extremo oriental de los Ran de Kach.
- En Bengala había un río Sárasuati que era tributario del río Hugli. Se secó en el siglo XVII.
- Sarsuti es el nombre actual de un río que se origina en la región montañosa del distrito de Ambala y se une al río Ghaggar cerca de Shatrana (en PEPSU). Cerca de Sadulgarh (Hanumangarh) el canal Naiwala (un canal seco del río Satlush (en inglés Sutlej), se une al río Ghaggar. Cerca de Suratgarh, el río Ghaggar recibe al río Drishadvati (generalmente seco).
- Saraswati es el nombre de un río que se origina en los montes Aravalli (en Rayastán, pasa a través de Sidhpur y Patan antes de llegar al Rann de Katch.

## Confluencia del Sárasuati con dos ríos
Los textos védicos sostienen que donde el Iamuna y el Ganges se unen —en la sagrada confluencia Tri-venī, que se encuentra en Prayāga (actual Prayagraj)—, allí también confluye el río Sárasuatī como un río invisible (o incluso subterráneo).
Algunos hinduistas creen que la santidad del moderno río Ganges proviene de las sagradas aguas del río Sárasuatī.